# Agrilus bellamyi
Agrilus bellamyi é uma espécie de inseto do género Agrilus, família Buprestidae, ordem Coleoptera.
Foi descrita cientificamente por Hespenheide, 2010.